# Gregorio Espinoza
Gregorio Espinoza fue un político peruano. 
Fue diputado de la República del Perú por la provincia de Urubamba en 1829 y 1831 durante el primer gobierno del Mariscal Agustín Gamarra. 
Fue elegido por la provincia de Paruro como miembro de la Convención Nacional de 1833 que expidió la Constitución Política de la República Peruana de 1834, la cuarta de la historia del país.